# 文明五部落
文明五部落（英語：Five Civilized Tribes）是指美國原住民中奇克索人、切羅基人、喬克托人、克里克人以及塞米諾爾人五個部落，因其對待歐裔移民的態度較為友善、亦吸收了較多他們的文化而得「文明」之名。但有時為了避免自詡歐洲文化為「文明」及暗示其他原住民族群為「野蠻」，會改稱為「五大部落」。
五大部落世居美國東南，後來在聯邦政府的印第安人遷移法案下，被向西安置在密西西比河以西（今奧克拉荷馬州東部一帶）、被劃作「印第安人保留地」的地區。
在南北戰爭時期，五大部落之間以及部落內部也出現了政見分歧。喬克托人與奇克索人主要支持邦聯；克里克人、塞米諾爾人與切羅基人內部的支持對象則南北皆有，使其部落內部關係一度緊張。

## 外部連結

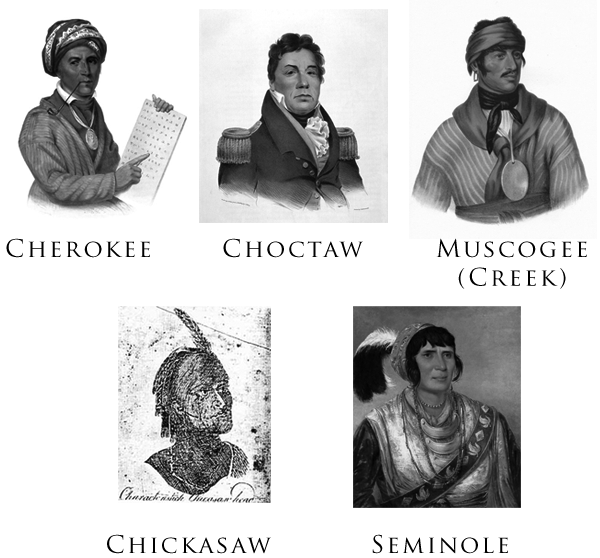
文明五部落

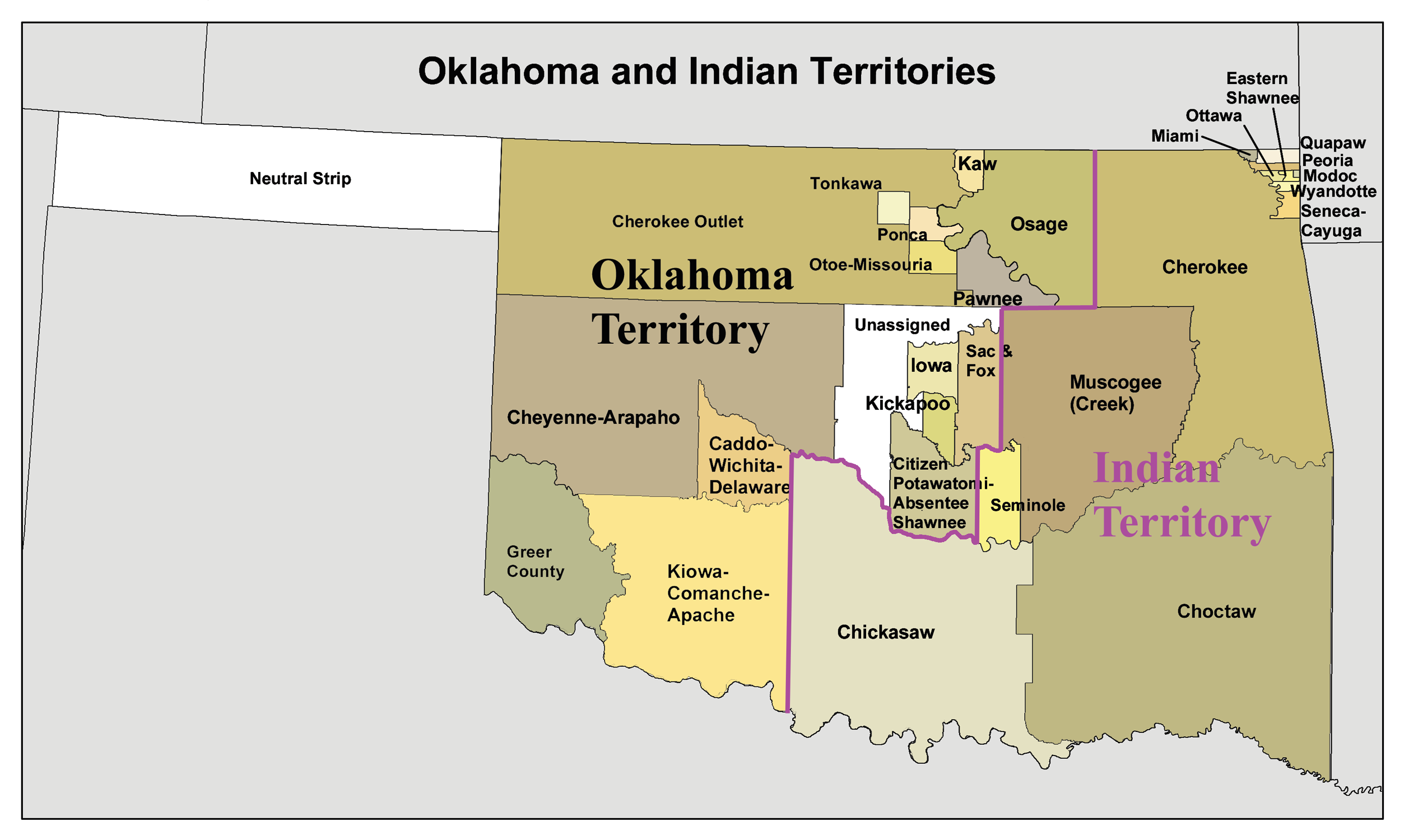
紫色分隔線的東邊為「印地安領地」，其中的五大區塊為五部族在19世紀末期的分界。

- Five Civilized Tribes Museum official site （页面存档备份，存于）
- Five Tribes article at nativeamericans.com （页面存档备份，存于）
- Descendants of Freedmen of the Five Civilized Tribes Association （页面存档备份，存于）